# Мьюр, Томас
Сэр То́мас Мьюр (англ. Thomas Patterson Brown Muir [mjʋə]; 25 августа 1844, Саут-Ланаркшир — 21 марта 1934, Рондебош, Западно-Капская провинция) — британский (шотландский) математик. В русских источниках его фамилия может также передаваться как Мьюир или Мюир.
Труды по линейной алгебре, преимущественно по теории определителей, и по комбинаторике. Известен также тем, что в 1874 году ввёл в геометрию термин «радиан». Мьюр является автором и ещё одного математического термина — «вронскиан».
Член Лондонского королевского общества (1900). Член Эдинбургского королевского общества (1874) и его вице-президент в период 1888—1891. Президент Эдинбургского математического общества (1884). Член Королевского шотландского географического общества. Кавалер ордена святых Михаила и Георгия (1901). Дважды лауреат медали Ки́та (1881—1883 и 1895—1897).. Почётный доктор Университета Глазго (1882) и Кейптаунского Университета, с 1910 года — президент Южноафриканской ассоциации содействия развитию науки.

## Биография и научная деятельность
Томас Мьюр родился в семье сапожника, провёл детство в шотландском Южном Ланаркшире, где получил начальное образование в государственной школе. Затем он поступил в университет Глазго, первоначально собираясь получить гуманитарное образование, но по совету Уильяма Томсона, будущего лорда Кельвина, решил посвятить себя математике.
После окончания университета Глазго (1868) он преподавал в университете Сент-Эндрюс, в 1871 году вернулся в университет Глазго. К этому времени Мьюр завоевал репутацию талантливого математика и выдающегося преподавателя.
В 1874 году Мьюр был избран членом Эдинбургского королевского общества по рекомендации лорда Кельвина, Филипа Келланда и Питера Тэйта.
С 1874 по 1892 год Мьюр читал лекции по математике в средней школе Глазго. В 1876 году женился на Маргарет Белл (Margaret Bell), у них родились двое сыновей и две дочери.
В 1882 году Мьюр опубликовал «Трактат по теории определителей», на многие годы ставший классическим изложением этой теории. Ещё одной заметной работой Мьюра стала «История определителей» (1890 год). Имя учёного связано также с теоремой двойственности об отношениях между минорами. На более абстрактном языке это общий результат для уравнений, определяющих грассманианы как алгебраические многообразия. Мьюр внёс вклад и в смежную с теорией определителей комбинаторную теорию перестановок и подстановок и в другие комбинаторные проблемы.
Перестановка называется родственной себе (или самосопряженной), если в ней любой элемент i стоит на k-м месте, а k — на i-м. Для числа таких перестановок немецкий математик Роте (1773—1842) опубликовал без доказательства рекуррентную формулу:
{\displaystyle u_{n}=u_{n-1}+(n-1)u_{n-2},} где {\displaystyle u_{1}=1,u_{2}=2.}
Мьюр первым дал строгое доказательство этой формулы (1889). Он же получил и явную формулу для {\displaystyle u_{n}}:
{\displaystyle u_{n}=1+C_{n}^{2}+{\frac {1}{2!}}C_{n}^{2}C_{n-2}^{2}+{\frac {1}{3!}}C_{n}^{2}C_{n-2}^{2}C_{n-4}^{2}+\dots }
Ещё одной темой комбинаторных работ Мьюра стала «задача о супружеских парах».
Когда  в 1883 году было основано Эдинбургское математическое общество, уже на следующий год Мьюр был избран его президентом.
Мьюра настойчиво приглашали переселиться в США, но врачи рекомендовали для его жены жаркий климат. С 1892 по 1915 год Мьюр работал в Южной Африке в качестве генерального суперинтенданта по образованию, одновременно преподавал в Университете мыса Доброй Надежды. Мьюр проявил себя настоящим энтузиастом, практически с нуля создав развитую систему образования в Южной Африке].
С 1906 года Мьюр начал публикацию расширенного издания (в пяти томах) своей истории определителей, заключительная часть (1929) охватывала теорию до 1920 года. Мьюр начал работу над шестым томом, но не успел её завершить.
В 1915 году, по случаю выхода Мьюра на пенсию, король Георг V присвоил учёному рыцарское звание.
Томас Мьюр умер 21 марта 1934 года в Рондебоше, Южная Африка.

## Некоторые труды
- The Theory of the Determinant in the Historical Order of Development. 4 vols. New York: Dover Publications 1960.
- A Treatise on the Theory of Determinants. Revised and Enlarged by William H. Metzler. New York: Dover Publications 1960.
- A Second Budget of Exercises on Determinants, American Mathematical Monthly, Vol. 31, No. 6. (June, 1924), pp. 264–274.
- Note on the Transformation of a Determinant into any Other Equivalent Determinant, The Analyst, Vol. 10, No. 1. (Jan 1883), pp. 8–9.
- A History of Determinants (1929).